# Johann Haider (Politiker, 1921)

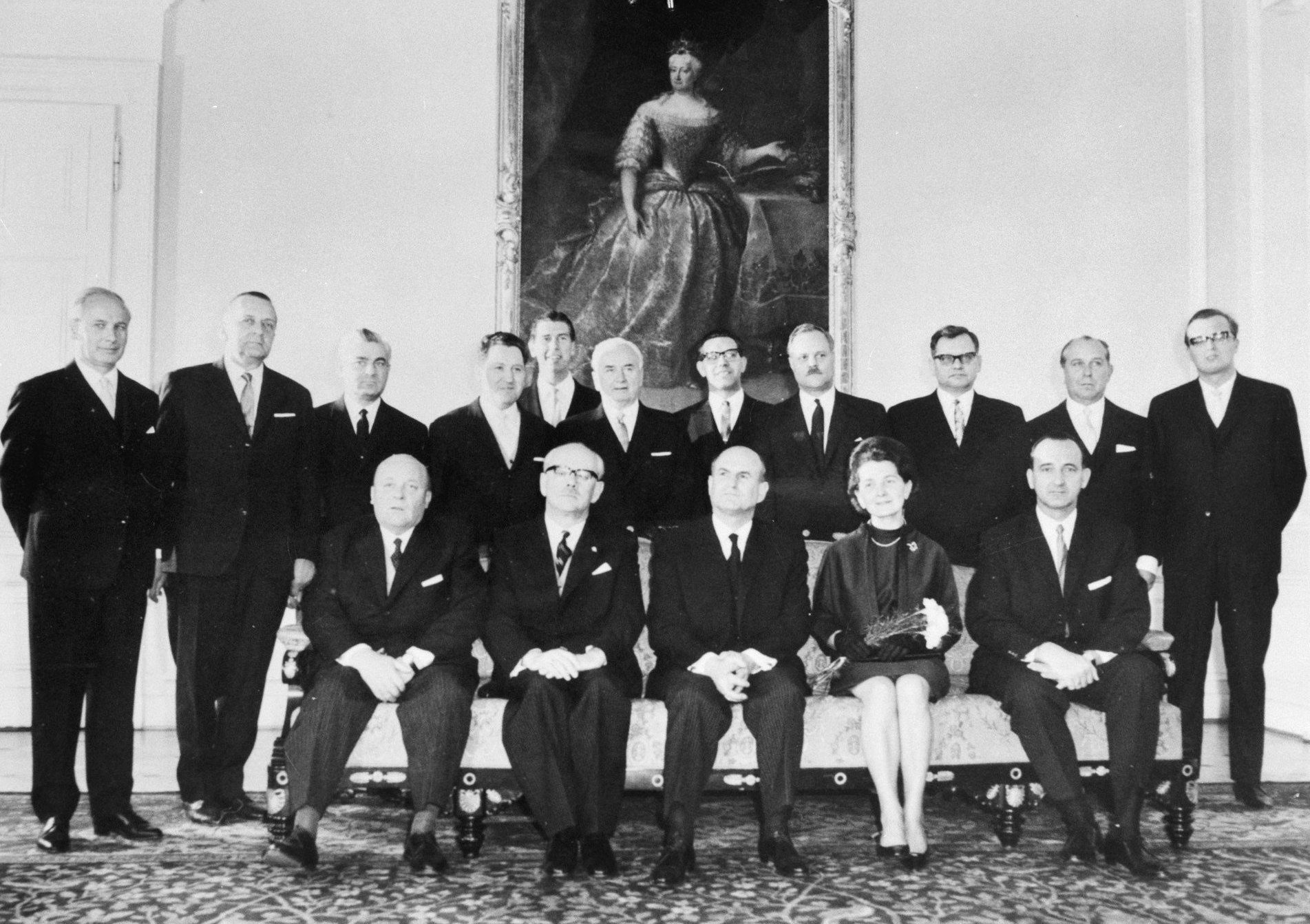
Bundesregierung Klaus II, Johann Haider, stehend, dritter von rechts.

Johann Haider (* 8. Oktober 1921 in Ober Rosenauerwald; † 12. August 1997 in Groß Gerungs) war ein österreichischer Politiker (ÖVP). Haider war von 1962 bis 1983 Abgeordneter zum österreichischen Nationalrat und von 1966 bis 1968 Staatssekretär im Bundesministerium für Inneres.

## Leben
Haider besuchte nach der Volksschule ein Gymnasium und legte 1939 die Matura ab. Er studierte an der Universität Wien und promovierte 1951 zum Doktor. Danach war er beruflich als Angestellter und Landwirt aktiv. Haider wirkte von 1951 bis 1961 als Kammerrat der Kammer für Arbeiter und Angestellte in der Land- und Forstwirtschaft in Niederösterreich und war Hauptbezirksparteiobmann der ÖVP Zwettl sowie ab 1965 Bezirksparteiobmann der ÖVP Groß Gerungs. Zudem war er ab 1965 als Obmann der Österreichischen Bauernkrankenkasse aktiv, engagierte sich als Obmann der Sozialversicherungsanstalt der Bauern und war ab 1968 Bürgermeister der Marktgemeinde Groß Gerungs. Er vertrat die ÖVP vom 14. Dezember 1962 bis zum 18. Mai 1983 im Nationalrat und war zudem vom 19. April 1966 bis zum 19. Jänner 1968 Staatssekretär im Bundesministerium für Inneres.
Aufsehen erregte Haider 1972, als Bruno Kreisky eine Liste der Auftragnehmer für den Bau der UNO-City in Wien vorlas. Gemeinsam mit seinem Parteikollegen Walter Suppan rief er „Alles Juden!“ in den Plenarsaal. Beiden blieb ein Rücktritt erspart, nachdem die ÖVP kolportiert hatte, die beiden Abgeordneten seien betrunken gewesen.
Haider war seit 1949 Mitglied der katholischen Studentenverbindung K.Ö.St.V. Nibelungia Wien.

## Auszeichnungen
- 1967: Silberne Florianiplakette des Niederösterreichischen Landesfeuerwehrverbandes[3]
- 1974: Großes Goldenes Ehrenzeichen mit dem Stern für Verdienste um die Republik Österreich[4]
- 2021: Aus Anlass seines 100. Geburtstages wurde am 8. Oktober 2021 im Rathaussaal von Groß Gerungs ein 560 Seiten starkes Buch über das Leben von Johann Haider vorgestellt.